# حزب الشعب التقدمي (ساو تومي وبرينسيب)
حزب التقدم الشعبي (بالبرتغالية: Partido Popular do Progresso‏) هو حزب سياسي في ساو تومي وبرينسيب. في الانتخابات التشريعية التي جرت في 3 آذار / مارس 2002، انضم الحزب إلى تحالف أوي كداجي، الذي حصل على 16.2٪ من الأصوات الشعبية و8 من 55 مقعدًا. فشل هذا التحالف في الفوز بمقعد في انتخابات عام 2006.
دعم الحزب باتريس تروفوادا في الانتخابات الرئاسية في 30 يوليو 2006. حصل على 38.82٪ من الأصوات، ليحتل المركز الثاني بفارق كبير عن شاغل المنصب فراديك دي مينيزيس، الذي حصل على 60.58٪ من الأصوات.